# Lydd Airport
Lydd Airport är en flygplats i Storbritannien.   Den ligger i distriktet Folkestone and Hythe, grevskapet Kent och riksdelen England, i den sydöstra delen av landet, 100 km sydost om huvudstaden London. Lydd Airport ligger 3 meter över havet.
Terrängen runt Lydd Airport är mycket platt. Havet är nära Lydd Airport åt sydost. Runt Lydd Airport är det tätbefolkat, med 266 invånare per kvadratkilometer. Närmaste större samhälle är Hythe, 16,3 km nordost om Lydd Airport. Trakten runt Lydd Airport består till största delen av jordbruksmark.